# Кастеллан, Бонифас-Луи-Андре де
Маркиз Бонифас-Луи-Андре де Кастеллан (фр. Boniface-Louis-André de Castellane; 4 августа 1758, Париж — 21 февраля 1837, там же) — французский генерал и парламентарий.

## Биография
Сын маркиза Эспри-Франсуа-Анри де Кастеллана и Луизы-Шарлотты-Арманды Шарон де Менар.
К началу революции был полковником кавалерии. 12 марта 1789 был избран депутатом Генеральных штатов от знати бальяжа Шатонёф-ан-Тимере, заседал вместе с либералами, одним из первых среди дворян присоединился к третьему сословию, голосовал за свободу культов и декларацию прав человека, ликвидацию государственных тюрем и упразднение произвольных задержаний.
Секретарь Ассамблеи (февраль 1790), он 21 февраля 1791 выступал против вотирования суровых мер в отношении эмигрантов, 30 сентября сложил депутатские полномочия, после чего отправился в свой корпус и 20 марта 1792 был произведен в кампмаршалы. Протестовал против событий 10 августа 1792, вышел в отставку и уехал в Абержанвиль под Мёланом, где провел 1792—1793 годы. 16 декабря был назначен муниципальным служащим в Абержанвиле. В начале 1794 года был арестован как подозрительный и заключен в бывшем Сен-Жерменском аббатстве. Был отпущен, но 3 мессидора II года Республики (21 июня) снова арестован в Абержанвиле и на следующий день помещен в Консьержери, затем 27 мессидора (15 июля) в Дом Равенства (коллеж дю Плесси), откуда был освобожден в августе 1794, после падения диктатуры Робеспьера.
Удалившись в провинцию, Кастеллан вернулся к политической деятельности в эпоху Консульства. Благодаря старинной дружбе с Талейраном 13 апреля 1802 был назначен префектом Нижних Пиренеев. В 1803 году был избран от этого департамента кандидатом в Охранительный сенат. 25 прериаля XII года был назначен членом Почетного легиона при его учреждении. 22 июля 1808 стал офицером Почетного легиона, 28 июля того же года рекетмейстером при Государственном совете, 14 февраля 1810 бароном, а 9 марта того же года графом Империи.
Во время падения наполеоновского режима присоединился к постановлениям Сената и Временного правительства. 8 июля 1814 Людовик XVIII пожаловал Бонифасу-Луи-Андре орден Святого Людовика, а 24 ноября сделал его командором королевского ордена Почетного легиона. В период Ста дней никаких должностей не занимал. 26 июля 1815 был назначен президентом избирательной коллегии Нижних Пиренеев, 22 августа 1815 был избран депутатом Несравненной палаты 103 голосами из 146 при 224 внесенных в списки. Место в Ассамблее так и не занял, поскольку 17 августа того же года был назначен членом Палаты пэров, в составе которой отстаивал свободы, октроированные Хартией. Голосовал за казнь маршала Нея. В 1816 году стал кавалером Большого креста баварского ордена гражданских заслуг, в 1817 году был произведен в генерал-лейтенанты, 19 августа 1823 стал великим офицером Почетного легиона.
Ордонансом Карла X от 6 июня 1829 и жалованной грамотой 16 июля для его пэрии был создан майорат с титулом маркиза.

## Семья
1-я жена (12.05.1778): Аделаида-Луиза-Гийонна де Роган-Шабо (17.01.1761—21.01.1805), дама д'Обижу, дочь Шарля-Розали де Роган-Шабо, графа д'Обижу, и Гийонны-Иасенты де Пон-Сен-Морис
Сын:
- Бонифас (21.03.1788—16.09.1862), граф де Кастеллан-Новжан, маршал Франции. Жена (22.06.1813): Луиза Корделия Эхарис Греффюль (1796—8.04.1847), дочь Луи (Лодевика) Греффюля, банкира-гугенота, и Жанны-Полины Рандон де Пюлли

2-я жена (1780): Александрина-Шарлотта-Софи (3.10.1763—8.12.1839), дочь Луи-Антуана-Огюста де Роган-Шабо, герцога де Рогана, и Элизабет-Луизы де Ларошфуко д'Анвиль, вдова Луи-Александра де Ларошфуко, герцога д'Анвиля